# Precio de oferta
El precio de oferta, también llamado precio de venta, oferta, o en inglés ask, es el precio que un vendedor dice que aceptará.
El vendedor puede calificar el precio indicado como firme o negociable. Firme significa que el vendedor está insinuando que el precio es fijo y no cambiará.
En una situación de compra/venta, se utiliza el término precio de venta en contraste con el término precio de oferta. La diferencia entre el precio de oferta y el precio de venta se denomina diferencial o spread.

## Valores
En el contexto de la negociación de acciones en una bolsa de valores, el precio de venta es el precio más bajo que un vendedor de una acción está dispuesto a aceptar por un valor determinado. Para los valores en el mercado extrabursátil, el precio de venta es el mejor precio de cotización al que un creador de mercado está dispuesto a vender una acción.

## Fondos mutualistas
En un fondo mutualista, el precio de venta es un valor del activo neto más cualquier cargo por la venta. También se le llama precio pedido, precio de oferta o ask.

## Materias primas
El precio de venta es el precio más bajo que un vendedor de un producto está dispuesto a aceptar por ese producto.

## Subastas
En una subasta el precio de venta es el precio de reserva. Algunas subastas pueden no tener tal precio. Este precio es el mínimo que el vendedor acordará para el objeto que se vende.